# Sveti Marko
Sveti Marko Evangelist, krščanski svetnik in domnevni avtor Evangelija po Marku. *(?), Palestina, † 25. april 68, Aleksandrija, Egipt.
Markovo pravo ime, ki ga je dobil ob obrezovanju, je bilo יוחנן, Johanan, 'Janez'. Njegovo drugo, pozneje privzeto ime pa je bilo Marko (Marcus, Μάρκος). V tistem času je bila med Judi iz višjih slojev precej razširjena navada, da so poleg hebrejskega uporabljali še drugo plemenitejše latinsko ali grško ime. V nekaterih besedilih je imenovan tudi z obema imenoma Janez Marko (npr.: Apd 12,12; Apd 12,25; Apd 15,37).
Marko se je rodil v Palestini v času cesarja Avgusta. O njegovi mladosti ni nič znanega, prav tako ne vemo, ali je poznal Jezusa osebno ali se je pridružil njegovim učencem šele pozneje. 
Iz Svetega pisma izvemo, da je Marko spremljal bratranca svetega Barnabo in svetega Pavla na njunem prvem potovanju (Apd 13-14). Pozneje so se sprli in Pavel Marka ni več hotel vzeti s seboj, Barnaba pa je z Markom odpotoval na Ciper (Apd 15,36-40). Pozneje so se odnosi med Markom in Pavlom spet izboljšali, saj je Marko Pavla spremljal v Rim (Kol 4,10; Flm 1,24; 2Tim 4,11). Marko je v Rimu sodeloval tudi s svetim Petrom (1Pt 5,13). Po nekaterih mnenjih je Marko evangelij zapisal po Petrovih pripovedih. Ohranila se je legenda, da je Marko pozneje zapisal še latinsko različico evangelija med svojim bivanjem v Ogleju.
O Marku govori tudi več drugih izročil, katerih resničnosti ne moremo potrditi iz zanesljivejših virov. Tako je bil Marko menda eden od strežnikov na poroki v Kani Galilejski (Jn 2,1-11); da je bil služabnik, ki je prinašal vrče vode v hišo, kjer je bila pozneje zadnja večerja (Mr 14,13); da je ob prijetju Jezusa nag pobegnil (Mr 14,51-52) in da so se apostoli zbrali v njegovi hiši, ko se jim je prikazal vstali Jezus (Jn 20). 
Po izročilu je bil sveti Marko prvi misijonar krščanstva v Severni Afriki. Ustanovil je krščansko skupnost v Aleksandriji in šteje za prvega aleksandrijskega patriarha (oziroma papeža, kot pravijo patriarhu Aleksandrijske koptske cerkve). Ob povratku v Aleksandrijo je bil večji delež prebivalstva antikrščansko usmerjeno. Marka so ubili in njegovo truplo zažgali. Po legendi je ostalo njegovo truplo sredi pepela nedotaknjeno, aleksandrijski kristjani pa so ga pozneje pokopali v svoji cerkvi.
Leta 828 so beneški pomorščaki ukradli Markove posmrtne ostanke in jih prepeljali v Benetke. Glavni zaščitnik Benetk je bil prej sveti Miklavž (zavetnik mornarjev), kmalu pa se je kot zaščitnik mesta uveljavil Marko. V Markovi cerkvi v Benetkah je tudi mozaik, ki prikazuje del legende: pomorščaki so med potjo Markove posmrtne ostanke pokrili s kosi svinjine, zato da jim muslimani (za katere je svinjina nečista) ne bi ukradli ravnokar ukradene relikvije.
Leta 1968 je papež Pavel VI. Koptski Cerkvi vrnil manjši del relikvij svetega Marka.
Pri likovnem upodabljanju ima vsak od štirih evangelistov svoj razpoznavni znak: Markov znak je (krilati) lev, ki je tudi beneški grb. (Znaki ostalih evangelistov: Matej - angel, Luka - vol, Janez - orel)
Evangelist Marko goduje 25. aprila po katoliškem in po pravoslavnem koledarju.